# Claygate
Claygate est un village du comté du Surrey, en Angleterre, situé à environ 26 kilomètres de Londres. Il se situe dans le sud-ouest de la Région urbaine de Londres.
Les aires de loisirs sont les jardins publics, les chemins forestiers alentour et la grand-rue avec ses petits commerces, ses cafés et ses restaurants, les clubs de football, de cricket et d'autres sports divers.

Le village est essentiellement pavillonnaire avec plusieurs grands jardins, et il n'y a pratiquement ni immeubles, ni boulevards.

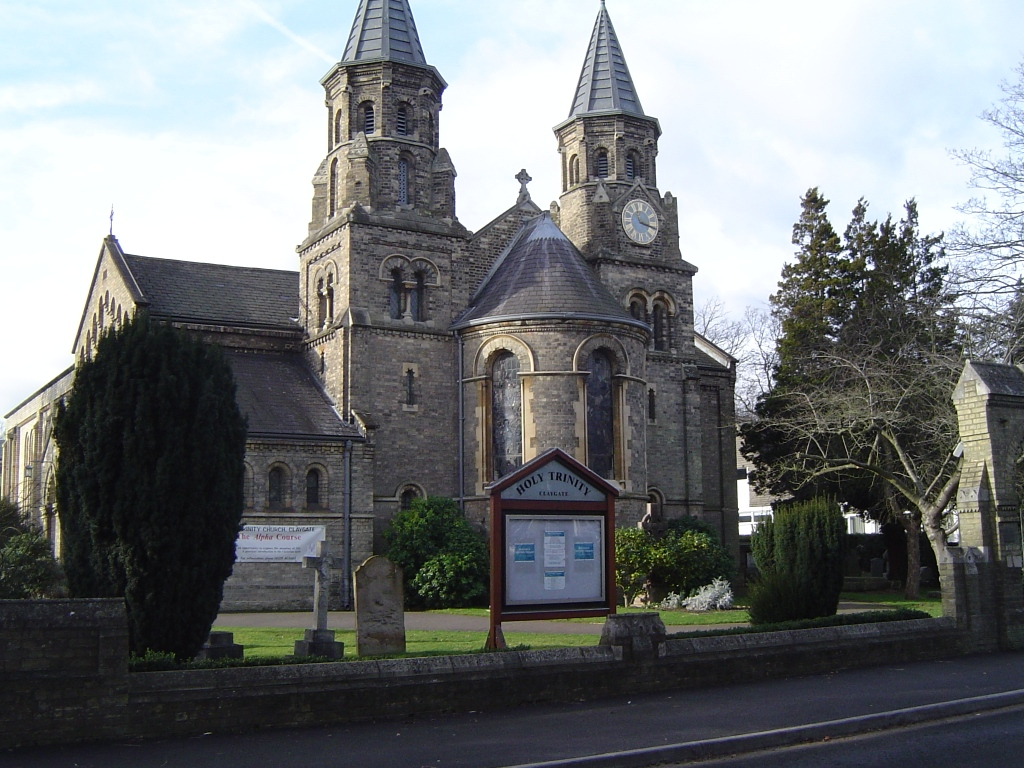
Holy Trinity Church

## Personnalités liées à la commune
- Terry Jones
- Michael Aspel
- Ron Wood